# Sachigo Lake
Sachigo Lake är en sjö i Kanada.   Den ligger i Kenora District och provinsen Ontario, i den sydöstra delen av landet, 1 500 km nordväst om huvudstaden Ottawa. Sachigo Lake ligger 245 meter över havet. Arean är 228 kvadratkilometer. Den sträcker sig 17,7 kilometer i nord-sydlig riktning, och 33,4 kilometer i öst-västlig riktning.
Trakten runt Sachigo Lake är nära nog obefolkad, med mindre än två invånare per kvadratkilometer.